# Caso Voloh
El caso Voloh (nombre original, luego también conocido como Operación Vóljov o Volhov a raíz de una errata en un informe policial) es un caso judicial que toma el nombre de una operación que inició la Guardia Civil el 28 de octubre de 2020 en varias localidades españolas para investigar el desvío de fondos públicos para la organización de altercados en el marco del proyecto independentista liderado entonces por Carles Puigdemont. En el curso de las investigaciones, y gracias a la intervención de teléfonos móviles a hasta 18 implicados, se revelaron contactos entre altos cargos políticos de Cataluña, incluyendo el presidente y una consejera del gobierno autonómico, con representantes del régimen de Vladímir Putin en Rusia. La operación policial se inició amparada por el juez de instrucción número 1 de Barcelona, el magistrado Joaquín Aguirre. La causa está bajo secreto parcial de sumario.

## Investigación
El juez informó de 31 entradas y cacheos en ocho partidos judiciales de Cataluña, en las provincias de Barcelona y Gerona, y que las detenciones forman parte de una investigación iniciada en la primavera de 2019, como pieza secreta de otra causa abierta en 2016 sobre un supuesto delito de corrupción en la Diputación Provincial de Barcelona. Algunos medios de comunicación destacaron que parte de los investigados tenían relación con la asociación Tsunami Democrático y que habrían aprovechado la relación con partidos políticos para obtener subvenciones y adjudicaciones irregulares de Quim Torra, presidente de la Generalidad de Cataluña y que parte de este dinero se habrían usado para financiar la llamada Casa de la República, en Waterloo (Bélgica), sede del expresidente Carles Puigdemont. Otros medios vincularon en la operación a Oriol Soler, Julian Assange y Edward Snowden.

### Detenciones
La Guardia Civil detuvo a 21 personas investigadas por los delitos de malversación de fondos públicos, prevaricación y blanqueo de capitales, entre los cuales estaban David Madí, Oriol Soler, Xavier Vinyals y Josep Lluís Alay, que quedó en libertad con cargos. Todos los detenidos quedaron en libertad después de estar retenidos dos días. Algunos de los detenidos durante la operación fueron:
- David Madí, empresario, exsecretario de Comunicación de Jordi Pujol y hombre de confianza de Artur Mas, y directivo de Aguas de Cataluña.[9][10]
- Oriol Soler, empresario catalán, presidente de SOM.
- Xavier Vinyals, Presidente de la Plataforma Pro Seleccions Esportives Catalanes.
- Josep Lluís Alay, director de la oficina del presidente Puigdemont desde 2018.
- Xavier Vendrell, secretario de organización de ERC entre 1996 y 2006, y también presidente del patronato de la escuela de educación especial El Brot de Sant Joan Despí.
- Josep González-Cambray, ex director general de Centros Públicos de Educación de la Generalidad de Cataluña y actual conseller de Educación de la Generalitat.
- Pilar Contreras, directora general de centros concertados y privados.
- Marta Molina, exregidora de ERC en San Juan Despí.
- Toni Fuster y Roc Aguilera, propietarios de la empresa Events, de Igualada.
- Jordi Mir, alcalde de Cabrera de Mar.
- Jordi Sierra, interventor delegado del Ayuntamiento de Cabrera de Mar, antiguo interventor delegado del departamento de la Presidencia con Carles Puigdemont.[5]
- Josep Campmajó, empresario, activista y escritor gerundense. Fue presidente de la Asociación de Comerciantes del Mercado del León.[11]

## Causa
En mayo de 2018, el juez titular del juzgado número 1 de Barcelona, Joaquín Aguirre López, coordinó la Operación Estrella, donde 30 personas fueron detenidas por la Policía Nacional en relación con una presunta trama de corrupción vinculada a unas subvenciones de la Diputación Provincial de Barcelona, otorgadas a la Fundación Catmón y a la Fundación Igman y presididas por Víctor Terradellas. Un año después, el 12 de noviembre del 2019, la Guardia Civil realizó más detenciones a la secretaría general y el Consejo Catalán del Deporte de la Generalidad de Cataluña. El juez abrió entonces una nueva pieza basándose en unos audios que había encontrado en el móvil de un detenido. El miércoles 28 de octubre de 2020 el juez Aguirre ordenó una nueva operación denominada Voloh (más tarde referida en la prensa como Vólhov o Vóljov) en que llevó a cabo 31 cacheos y 21 detenciones, abriendo varias ramas de investigación. En mayo de 2022 comenzaron las declaraciones orales en el TSJC. El 11 de mayo de 2022, Víctor Terradellas admitió ante el juez haberse reunido con Puigdemont y emisarios del Kremlin en la sede del gobierno autonómico, entre ellos Nikolay Sadovnikov los días 24 y 26 de octubre de 2017, horas antes de la declaración independencia. 

## Reacciones
El mismo día 28 a las 13 horas se organizó una convocatoria de concentración en la plaza de Sant Jaume de Barcelona, en protesta contra las detenciones. El nombre de la operación también generó polémica porque en algunos medios se usó el de la Batalla de Vóljov.

### Rusia
En el mismo día a las 8 de la tarde, la embajada rusa en España respondió en una red social en tono irónico respeto la información que aparecía en los medios de comunicación que aseguraba que Rusia habría ofrecido enviar diez mil soldados a Cataluña. Al día siguiente, en una rueda de prensa, la portavoz del Ministerio de Asuntos Exteriores ruso, María Zajárova, negó las acusaciones. Posteriores investigaciones periodísticas confirmaron que varias reuniones tuvieron lugar entre Carles Puigdemont y su entorno más cercano con el diplomático del Kremlin Nikolai Sadovnikov, muy cercano a Putin y al Ministro de exteriores Lavrov.  